# 헨리 듀이
헨리 루드위그 듀이(영어: Henry Ludwig Duey, 1908년 5월 1일 - 1993년 2월 13일)는 미국의 역도 선수였다.
그는 1932년 로스엔젤레스 하계 올림픽에서 동메달을 획득했다.

## 개인 생활
듀이는 일리노이주 시카고에서 태어났다.

## 선수 경력
그는 1932년 올림픽때 라이트 헤비급에서 동메달을 획득했다. 이것은 듀이가 유일하게 국제 대회에서 획득한 메달이었다.

## 사망
듀이는 1993년 2월 13일에 플로리다주 치플리에서 사망했다.